# Sopronkövesd
Sopronkövesd (em alemão: Gissing; em croata: Kevešd) é um município da Hungria, situado no condado de Győr-Moson-Sopron. Tem 26,81 km² de área e sua população em 2015 foi estimada em 1.249 habitantes.